# Merle austral
Turdus falcklandii
Espèce
Répartition géographique
Statut de conservation UICN

 LC  : Préoccupation mineure
Le Merle austral (Turdus falcklandii) est une espèce de passereaux appartenant à la famille des Turdidae.

## Description
Le mâle possède un dos gris plus foncé que le ventre qui est légèrement teinté de rose saumon. Sa tête est noire, son menton blanc strié de noir. Son croupion tend vers le blanc. Le plumage de la femelle reprend les mêmes motifs mais est moins contrasté. Les deux sexes ont le bec et les pattes jaunes. La forme générale de cet oiseau est typique du genre Turdus.

## Habitat
Il est commun dans les forêts, les zones cultivées, et dans les jardins.

## Répartition et sous-espèces

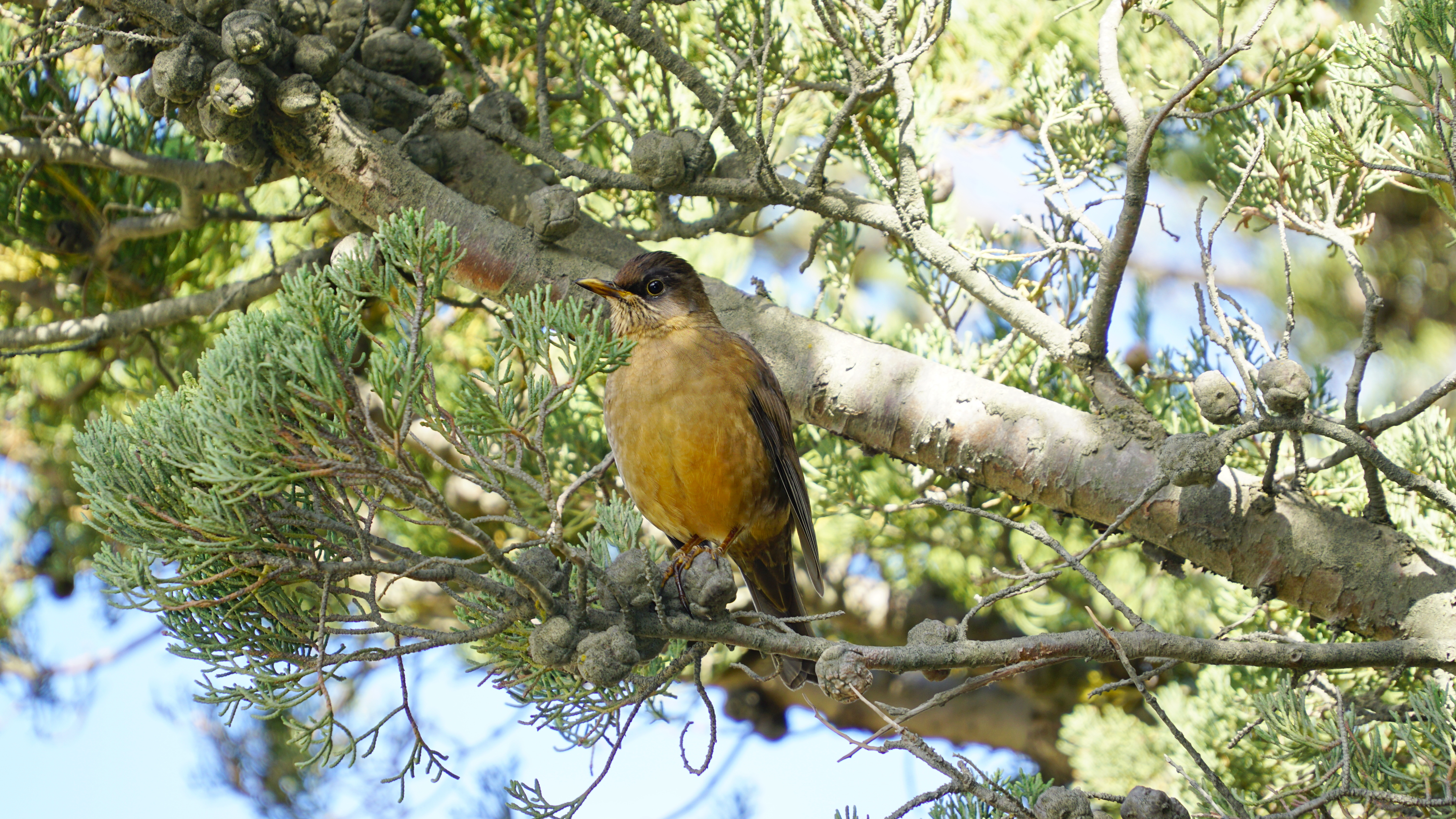
La sous-espèce nominale T. f. falcklandii.

Selon la classification de référence du Congrès ornithologique international (15.1, 2025) :
- T. f. magellanicus King, 1831 — sud du Chili et de l'Argentine ;
- T. f. falcklandii Quoy & Gaimard, 1824 — îles Malouines.